# 劉先䳲
劉先䳲（？年—？年），字伯軒，湖北省安陸府鍾祥縣人。宣統二年農科進士。

## 生平
宣統二年(1910年)參加遊學畢業生考試，得82分，列最優等。九月二日，內閣奉上諭：劉先䳲著賞給農科進士。
宣統三年(1911年)，廷試一等，經學部考驗列最優等，授職翰林院檢討。
曾任湖北省立農業專科學校教授。